# ヘイドックパーク競馬場
ヘイドックパーク競馬場（Haydock Park Racecourse）は、イングランド北西部マージーサイド州ニュートン=ル=ウィローズに所在する競馬場である。所有者はジョッキークラブ・レースコーシズ。

## 概要
1899年開場。前年の1898年より、ジョッキークラブがニュートン男爵家から貸与された所有地127エーカー（約51万4000m2）を利用し、メインスタンド等の施設が整備された。コースはかつて同所に存在したニュートン競馬場のホームコース「オールドゴルボーンヒース」が再利用されている。
左回りの芝コースで、内外2コースを備える。外周は約1マイル5ハロン（約2625m）。ホームストレートから延長する引き込み線の端からは、直線6ハロン（約1207m）のコースが設定されており、同コースではイギリス短距離路線の重要競走スプリントカップが施行される。内回りは障害コースとして使用され、G1競走ベットフェアチェイスなど6つの重賞競走が行われている。
開催は例年8月から12月までとなっており、開催日数は年間14日前後。8-9月に平地競走、10-12月に障害競走を行う。

## 主な開催競走
平地競走
- スプリントカップ(G1)
- テンプルステークス(G2)
- ランカシャーオークス(G2)
- サンディレーンステークス(G2)
- ジョンオブゴーントステークス(G3)
- ローズオブランカスターステークス(G3)

障害競走
- ベットフェアチェイス(G1)
- ピーターマーシュチェイス(G2)
- チャンピオンハードルトライアル(G2)
- レンドルシャムハードル(G2)
- ブルースクエアゴールドカップ(G3)
- スウィントンハンデキャップハードル(G3)